# تولوی بالا (هلسینکی)

تولوی بالا (به سوئدی: Bortre Tölö) منطقه چهاردهم هلسینکی و در عین حال یک منطقه بزرگ متعلق به شهر داخلی هلسینکی است.

## نام متداول
تولو نام کلی برای دو محله بزرگ تولوی پائین و تولوی بالا در ضلع غربی هلسینکی است. قدمت این منطقه حدود ۱۰۰ سال است.
۸۳ درصد از ساکنان فنلاندی، ۱۱ درصد سوئدی و ۶ درصد به زبان‌های دیگر صحبت می‌کنند. گسترش این منطقه از دهه ۱۹۶۰ آغاز شده‌است.
۳۶ هکتار پارک در منطقه وجود دارد و ۱۵ هکتار از منطقه به عنوان جنگل طبقه‌بندی شده‌است.